# HSL Logistik
HSL Logistik GmbH. è una compagnia privata ferroviaria tedesca con sede ad Amburgo, in Germania.
il 28 luglio 2023 TX Logistik, controllata da Mercitalia Rail, acquisisce la Holding Exploris Deutschland GmbH Hamburg, proprietaria della società entrando a far parte del Ferrovie dello Stato Italiane.

## Storia
HSL Logistik è stata fondata nel 2003 come azienda privata che offre personale qualificato agli operatori ferroviari. Nel 2004 la società ha ricevuto una licenza per l'esercizio di treni merci e passeggeri dall'autorità ferroviaria federale tedesca.
Nel 2010 Haiko Boettcher ha assunto la direzione dell'azienda, diventandone azionista nel 2007. Sempre nel 2010 la società ha ottenuto una licenza per operare treni nei Paesi Bassi, e ha acquisito e si è fusa con l'operatore ferroviario con sede ad Amburgo Rent a Train GmbH.
 Nel 2011 Haiko Boettcher è diventato azionista al 100% della società.

## Operazioni e servizi
HSL Logistik fornisce servizi di smistamento nei terminal e nei porti di Brema, Amburgo, Rostock e Seelze (Hannover), e di trasporto su treno, noleggio carri e noleggio locomotore.
HSL gestisce anche il traffico nei paesi europei limitrofi, vale a dire Paesi Bassi, Austria, Polonia e Repubblica ceca. HSL Logistik GmbH è rappresentata da filiali indipendenti in ciascuno di questi paesi.
A partire dall'inizio del 2017, HSL ha operato servizi cargo in Belgio attraverso la sua controllata polacca HSL Polska.

## Problemi di sicurezza
Il 12 aprile 2017, l'autorità ferroviaria olandese ha revocato la licenza operativa della società con effetto immediato a causa di significativi problemi di sicurezza all'interno dell'organizzazione.